# 宇山久兼
宇山久兼（1511年—1566年1月22日，永正八年-永禄九年正月一日），日本战国时期尼子氏末期的重臣。
宇山久兼幼名弥次郎，是宇山久秀的嫡子，出自宇多源氏佐佐木一族，是尼子氏当主经久、晴久、义久三代的老臣。主要是担任尼子氏御家老众的笔头重职。
严岛会战之后，尼子晴久病逝于月山富田城，此时辉煌的尼子氏陷入了毛利军的侵攻威胁。毛利元就首先寝返了三刀屋久佑，接着便对月山富田城前方防线的白鹿城进攻。作为白鹿城守将的久兼，他眼见白鹿城只有二千兵马，城中又缺少兵粮，因此在陷入毛利军的包围下火速派人向尼子义久请求援军。尼子义久紧急派遣总大将龟井秀纲、近习山中鹿介和立原久纲等人一万援军增援白鹿城。
不管尼子军多么勇猛抵抗，在毛利元就灵活的战术下，派遣两位儿子小早川隆景和吉川元春巧妙反构成左右夹击的态势而一败涂地，结果是靠着担任殿军的山中鹿之介奋勇作战，宇山久兼才得以保全自身回到月山富田城。
白鹿城落城后，尼子家迟暮之色已再难遮掩。永禄八年（1565年），毛利元就对月山富田本城发动包围攻击，虽然因为月山富田城之坚与尼子军背水一战的勇猛而一度受挫，但仍然让月山富田城陷入了笼城的危机。
精通谋略的毛利元就见不能一蹴而就攻下月山富田城，于是改变分针围而不攻，并宣称允许城中的士兵投降。月山富田城中的米粮已接近枯竭，逃兵日益增加，宇山久兼有感城的困状而忧心，取出家中的所有钱财，派人往丹波、若狭等地方搜购粮食，走仍在山中鹿之介负责保卫下十分稳固的海路，由中海安来浦悄悄运入城中，总算暂时稳定住几乎离散的军心。
当时毛利元就也察觉到了月山富田城中的兵粮又日见增多，于是又高举旗帜宣布只要是投降的人员，无论士兵或是武将，一律给予优厚待遇。守城士兵又开始大批大批地投向毛利方，连和宇山久兼同格的牛尾幸清、佐世清宗等家老宿将也觉得尼子家前途无亮而相继弃尼子而去，倒入毛利旗下。月山富田城中仅剩下宇山久兼这一位重臣，他索性将自家的粮食全部分给士兵，准备与毛利家决一死战。
老谋深算的元就借机使用离间计，利用尼子义久的近侧大冢与三右卫门向义久进谗：「宇山久兼将城内兵粮私物化，必有降毛利之心。」疑心重的义久也知道穷途末路的尼子家已不能巩固家臣的忠心，于是下令诛杀了宇山久兼父子，结果反而使得月山富田城内人心惶惶，士气低落，最后城中总共只剩下大约三百名城兵，尼子义久不得已，自缚开城投降了毛利元就，一度辉煌的「十一州太守」尼子氏从此走入历史。